# The Loyal Shakespeare Company
The Loyal Shakespeare Company er en dansk teatertrup. Navnet er en parodi på det engelske Royal Shakespeare Company – og spiller på, at loyal minder om løjerlig.
Truppen opstod i 1997, da de to skuespillere Andreas Bo Pedersen og Jan Overgaard Mogensen sammen med en tredje mand opførte en crazyudgave af Shakespeares klassiker Romeo og Julie på gader og stræder. Sommeren 1997 rykkede forestillingen indendørs i Århus Festuge – og hermed var kultsuccesen hjemme.
Teatertruppen har taget flere af Shakespeares skuespil under kærlig behandling med sort humor – ofte under bæltestedet. På trods af voldsom omskrivning af librettoen kan oprindelig plot og handling svagt genkendes i de enkelte skuespil.

## Repertoire
På repertoiret haves bl.a.:
- Hamlet
- Macbeth
- Kong Lear
- Othello
- Som man(d) behager
- Romeo og Julie
- Richard d. 3.

## Besætning
- Signe Allerup
- John Batz
- Farshad Kholghi
- Heidi Petersen
- Jan Overgaard Mogensen
- Morten Staack
- Dennis F. Szabó
- Jarl Schacht
- Pernille Lyck Christensen